# Янгельське
Янге́льське (рос. Янгельское, башк. Йәнгел) — село у складі Абзеліловського району Башкортостану, Росія. Адміністративний центр Янгільської сільської ради.
До 10 вересня 2010 року називалося село Центральної усадьби Янгільського совхоза.
Населення — 1332 особи (2010; 1235 в 2002).
Національний склад:
- башкири — 75%